# Стефан (Тимченко)
Епи́скоп Стефа́н (в миру Степа́н Петро́вич Ти́мченко; 22 декабря 1898, Мурафа, Мурафская волость, Богодуховский уезд, Харьковская губерния — 29 января 1979, Стокгольм) — епископ Константинопольской православной церкви, епископ Патарский (1972—1979), викарий Архиепископии западноевропейских приходов русской традиции.

## Биография
Родился 22 декабря 1898 года в селе Мурафе, в Харьковской губернии.
Принимал участие в Гражданской войне в рядах Добровольческой армии. Эмигрировал через Константинополь в Болгарию, где работал на шахтах. Переселился в Чехословакию, где в 1922 году поступил на юридический факультет Карлова университета в Праге (русское отделение) и окончил его в 1927 году.
В 1927 году переехал во Францию и поступил в Свято-Сергиевский православный богословский институт в Париже, который окончил в 1930 году.
21 июня 1931 года митрополитом Евлогием (Георгиевским) был хиротонисан во диакона в состоянии целибата. 15 (28) июня 1931 года в церкви Сергиевского подворья был хиротонисан во пресвитера.
4 июля 1931 года назначен настоятелем православного прихода в Бельфоре (Франция).
29 июля 1933 года был назначен настоятелем Георгиевской церкви в Антверпене (Бельгия) для основания там православного прихода. Организовал при церкви в Антверпене общество взаимопомощи.
1 февраля 1936 года был назначен настоятелем Преображенского прихода в Стокгольме.
27 апреля 1945 года возведён в сан протоиерея.
В 1946 году назначен благочинным приходов в Скандинавии. Занимал эту должность до конца жизни.
7 января 1963 года возведен в сан протопресвитера.
5 мая 1972 года пострижен в монашество, а 6 мая возведен в сан архимандрита.
7 мая 1972 года в Александро-Невском соборе в Париже архиепископ Георгий (Тарасов) возглавил его хиротонию в сан епископа Патарского, викария Архиепископии русских православных церквей в Западной Европе.
Скончался 29 января 1979 года в Стокгольме. Похоронен на Лесном кладбище в Стокгольме. Является переводчиком ряда православных текстов на шведский язык.